# NBA All-Star Game 1951
Le NBA All-Star Game 1951 est le premier du genre, il s’est déroulé le 2 mars 1951 au Boston Garden de Boston. Les All-Star de l’Est ont battu les All-Star de l’Ouest 111 à 94. Ed Macauley fut élu MVP.

## Effectif All-Star de l’Est
- Bob Cousy (Celtics de Boston)
- Joe Fulks (Warriors de Philadelphie)
- Dolph Schayes (Nationals de Syracuse)
- Ed Macauley (Celtics de Boston)
- Dick McGuire (Knicks de New York)
- Paul Arizin (Warriors de Philadelphie)
- Andy Phillip (Warriors de Philadelphie)
- Harry Gallatin (Knicks de New York)
- Vince Boryla (Knicks de New York)
- Red Rocha (Bullets de Baltimore)

## Effectif All-Star de l’Ouest
- George Mikan (Minneapolis Lakers)
- Jim Pollard (Minneapolis Lakers)
- Alex Groza (Indianapolis Olympians)
- Bob Davies (Rochester Royals)
- Frank Brian (Tri-Cities Blackhawks)
- Fred Schaus (Fort Wayne Pistons)
- Ralph Beard (Indianapolis Olympians)
- Vern Mikkelsen (Minneapolis Lakers)
- Larry Foust (Fort Wayne Pistons)
- Dike Eddleman (Tri-Cities Blackhawks)